# SN 2001aj
SN 2001aj – supernowa typu II odkryta 30 marca 2001 roku w galaktyce UGC 10243. W momencie odkrycia miała maksymalną jasność 18,00m.